# Сюддюрс (коммуна)
Сюддюрс (дат. Syddjurs Kommune) — датская коммуна в составе области Центральная Ютландия. Площадь — 696,34 км², что составляет 1,62 % от площади Дании без Гренландии и Фарерских островов. Численность населения на 1 января 2008 года — 41281 чел. (мужчины — 20661, женщины — 20620; иностранные граждане — 1333).

## История
Коммуна была образована в 2007 году из следующих коммун:
- Эбельтофт (Ebeltoft)
- Миттдюрс (Midtdjurs)
- Росенхольм (Rosenholm)
- Рённе (Rønde)

## Изображения

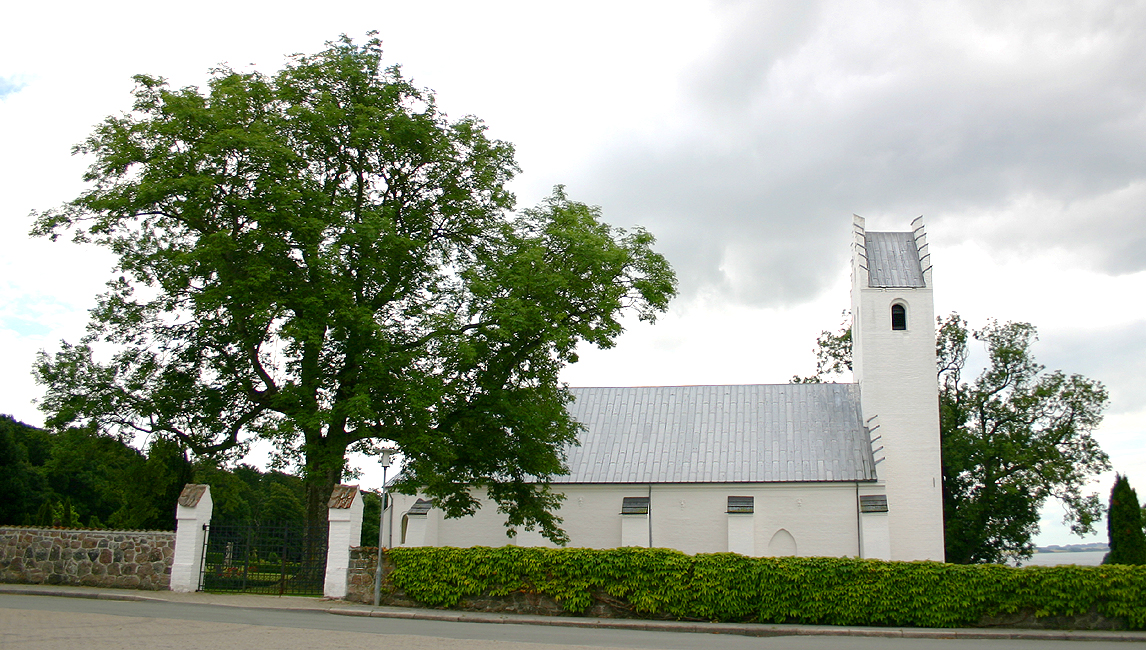

## Железнодорожные станции
- Хорнслет (Hornslet)
- Колинн (Kolind)
- Мёрке (Mørke)
- Рюомгор (Ryomgård)

## Достопримечательности
- Замок Розенхольм